# Albert John Luthuli
Albert John Luthuli, conosciuto anche come Lutuli e con il nome Zulu Mvumbi (Bulawayo, 1898 – Stanger, 21 luglio 1967), è stato un politico sudafricano.
Negli anni cinquanta fu a capo del movimento nazionalista sudafricano, cui impose la linea politica della non-violenza.
Il risultato di questa azione fu il premio Nobel per la pace, conferitogli nel 1960, ma anche la contemporanea messa al bando e disgregazione del suo movimento.

## Biografia
Luthuli nacque nei pressi di Bulawayo, nell'allora Rhodesia, attuale Zimbabwe, terzo figlio del missionario avventista John Bunyan Luthuli e di Mtonya Gumede.
Divenne anch'egli ministro della Chiesa Congregazionalista americana (che rappresentò in un viaggio in India, e per cui fece una serie di conferenze negli Stati Uniti).
Dopo aver studiato ed insegnato per 15 anni al collegio della missione, la tribù degli Zulu, di cui era membro, lo elesse a proprio capo (1935).
Immediatamente le autorità governative lo destituirono dalla carica di capo-tribù e, per impedirgli ogni azione politica, gli fecero divieto di muoversi dal proprio villaggio e misero al bando ogni suo scritto (tra cui Lasciate marcire il mio popolo).
La sua teoria della non-violenza è ad un tempo ispirata a Mahatma Gandhi ed al Cristianesimo (La via della libertà passa per la croce).
Luthuli morì per un incidente (travolto da un treno merci) il 21 luglio 1967 a Stanger, in Sudafrica, nella provincia di Natal.

## Riconoscimenti
A lui sono attualmente intitolati l'ospedale centrale universitario di Durban (IALCH Inkosi Albert Luthuli Central Hospital) e una via delle città di Reggio Emilia, Potenza e Roma (in quest'ultima con il nome italianizzato in Alberto)